# 1914年香港潔淨局選舉
1914年香港潔淨局補選在5月1日舉行，選出潔淨局的兩名非官守議員中的一人，取代因假離港的弗朗西斯·布默·里昂·鮑利。

## 總覽
是次補選有兩位候選人，高陸律師行（Goldring and Russ）資深成員菲臘·華萊士·高德陵，和中日電話電器有限公司經理威廉·倫納德·卡特。高德陵獲E·J·傑利斯提名、H·S·彼輝和議；卡特獲埃德伯特·安斯加·熙活提名、普樂和議。
投票在大會堂舉行，投票時間為下午4時至6時，由最高法院經歷司H·A·李仕拔主持。鑑於天氣寒冷且下暴雨，約1,200名選民中只有175人投票。高德陵以109票的優勢勝出。
| 政党   | 政党   | 候选人             | 票数 | %     | ± |
| ------ | ------ | ------------------ | ---- | ----- | - |
|        | 无党籍 | 菲臘·華萊士·高德陵 | 142  | 81.14 |   |
|        | 无党籍 | 威廉·倫納德·卡特   | 33   | 18.86 |   |
| 多数票 | 多数票 | 多数票             | 109  | 62.29 |   |